# Söderkulla, Sibbo kommun
Söderkulla är en tätort i Sibbo kommun i landskapet Nyland i Finland. Tätorten ligger i ligger i Sibbo kommun, men p.g.a en statistisk beräkningsmetod anses det att en del av tätortens invånare bor i Helsingfors stad och/eller Vanda stad, vilket visar en större folkmängd. Denna statistik är inte förenlig med folkbokföringen, och rent juridiskt hör Söderkulla till Sibbo och invånarna är sibbobor.
Till Söderkulla räknas vanligen grannbyarna Kallbäck, Massby och Eriksnäs. Namnet Söderkulla kommer från byns herrgård, och själva tätorten Söderkulla började så småningom bebyggas med småhus på 1960-talet.
I Söderkulla finns ett av Sibbo kommuns två bibliotek. Sibbo svenska församling har en kyrka i Söderkulla.
I Söderkulla finns svensk- och finskspråkiga skolor och dagis.

## Befolkningsutveckling
| Befolkningsutvecklingen i Söderkulla 1960–2014 | Befolkningsutvecklingen i Söderkulla 1960–2014 | Befolkningsutvecklingen i Söderkulla 1960–2014 | Befolkningsutvecklingen i Söderkulla 1960–2014 | Befolkningsutvecklingen i Söderkulla 1960–2014 |
| --- | ---------------------------------------------- | ---------------------------------------------- | ---------------------------------------------- | ---------------------------------------------- |
| |                                                |                                                |                                                |                                                |
| År |                                                |                                                | Folkmängd                                      | Landareal (km²)                                |
| 1960 | 1960                                           |                                                | 410                                            | 5,75                                           |
| 1970 | 1970                                           |                                                | 599                                            | 8,25                                           |
| 1980 | 1980                                           |                                                | 892                                            | 7,3                                            |
| 1990 | 1990                                           |                                                | 589                                            | 17,54                                          |
| 1995 | 1995                                           |                                                | 337                                            |                                                |
| 2000 | 2000                                           |                                                | 5 453                                          | 40,68                                          |
| 2005 | 2005                                           |                                                | 5 958                                          | 42,8                                           |
| 2010 | 2010                                           |                                                | 6 537                                          | 34,97                                          |
| 2011 | 2011                                           |                                                | 7 416                                          | 35,30                                          |
| 2012 | 2012                                           |                                                | 7 622                                          | 35,83                                          |
| 2013 | 2013                                           |                                                | 7 719                                          | 36,25                                          |
| 2014 | 2014                                           |                                                | 8 000                                          | 37,04                                          |
| Anm.: 1960 och 1970 med tätortskod 0110. 1990 uppdelat på två tätorter: 320 i tätort Söderkulla med tätortskod 0108 och 269 i tätort Söderkulla med tätortskod 0110. Arealuppgift för 1995 saknas. |                                                |                                                |                                                |                                                |